# 존 휴스턴
존 휴스턴(John Huston, 1906년 8월 5일 ~ 1987년 8월 26일)은 미국의 영화 감독, 배우이다. 예비역 미국 육군 소령 예편하였다.

## 생애
배우 월터 휴스턴의 아들로 태어났다. 미국 캘리포니아 육군군사종합학교를 나왔으며, 권투 선수·소설가에서 시나리오 작가가 되어 《요크 중사(中士)》 등을 집필하였고, 1941년에는 《마르타의 매》를 감독하였다.
그는 ‘잃어버린 세대’로서 좌절하는 사나이의 모습을 묘사하였다.
주요 작품으로는 《황금》, 《키 라고》, 《아스팔트 정글》, 《아프리카의 여왕》, 《백경》, 《황마(荒馬)와 여자》, 《천지창조》 등이 있다.

## 작품

### 영화
- 아프리카의 여왕(1955년)
- 백경(1958년)
- 언포기븐(1960년)
- 무기여 잘 있거라(1962년)
- 프로이트(1962년)
- 007 카지노 로얄(1971년)
- 크렘린 레터(1972년)
- 바람의 저편(1972년)
- 차이나타운(1974년)
- 바람과 라이온(1976년)
- 홀리데이 킬러(1977년)
- 브레이크아웃(1977년)
- 승리의 탈출(1982년)
- 시에라 마드레의 황금(1984년)
- 타란의 대모험(1985년)
- 천지창조(1986년)
- 프리찌스 오너(1986년)
- 애니(1986년)
- 모모(1989년)
- 키 라르고(2006년)

이 외에 제저벨(1938년), 말타의 매(1941년), 요크 상사(1941년), 하이 시에라(1941년), 인 디스 아워 라이프(1942년), 살인자들(1946년), 빛이 있으라(1946년), 아스팔트 정글(1950년), 물랑 루즈(1952년), 비트 더 데블(1953년), 기인들(1961년), 사랑과 죽음의 행보(1969년), 라스트 런(1971년), 왕이 되려던 사나이(1975년), 상사병(1983년), 죽은 자들(1987년) 등 총 64편이 있다.

## 수상
- 1948년, 제14회 뉴욕 비평가 협회상 감독상
- 1949년, 제21회 미국 아카데미 시상식 각본상
- 1949년, 제21회 미국 아카데미 시상식 감독상
- 1949년, 제6회 골든 글로브 시상식 감독상
- 1953년, 제17회 베니스 국제영화제 은사자상
- 1956년, 제22회 뉴욕 비평가 협회상 감독상
- 1964년, 제21회 골든 글로브 시상식 남우조연상
- 1983년, 제35회 미국 감독 조합상 공로상
- 1985년, 제50회 뉴욕 비평가 협회상 감독상
- 1986년, 제43회 골든 글로브 시상식 감독상
- 1989년, 제9회 런던 비평가 협회상 감독상